# Voyage (Album)
Voyage ist das neunte Studioalbum der schwedischen Popgruppe ABBA. Es erschien am 5. November 2021 und beendete als erstes Studioalbum seit The Visitors (1981) die annähernd 40-jährige Pause der Band.

## Entstehung und Präsentation
2016 traten die vier Bandmitglieder erstmals seit Jahrzehnten zusammen in der Öffentlichkeit auf. 2018 wurden die Singles I Still Have Faith in You und Don’t Shut Me Down aufgenommen. Sukzessive entstand die Idee, ein ganzes Album zu produzieren. Es entstand in Benny Anderssons Riksmixningsverket-Studio in Stockholm. Björn Ulvaeus bestätigte schließlich im Frühjahr 2021, dass noch in diesem Jahr neue Musik erscheinen werde.
Am 26. August 2021 wurde die Website abbavoyage.com livegeschaltet, die einen Countdown zum 2. September anzeigte.
Im Rahmen eines YouTube-Livestreams am 2. September 2021 wurde Voyage offiziell vorgestellt. Des Weiteren wurden die 2018 aufgenommenen Singles erstmals veröffentlicht. ABBA präsentierten zudem ihre Hologramm-Tour ABBA Voyage, die im Mai 2022 startete.
Die Singles und Hologramme hätten bereits Dezember 2018 im Rahmen einer NBC- und BBC-Livesendung präsentiert werden sollen. Wegen technischer Probleme und zuletzt wegen der COVID-19-Pandemie verzögerte sich die Veröffentlichung.
Just a Notion erschien am 22. Oktober 2021 als dritte Singleauskopplung. Der Song bestand als Fragment bereits seit 1978 und hätte auf dem Album Voulez-Vous im darauffolgenden Jahr erscheinen sollen.
Little Things, ein Weihnachtslied, wurde als vierte Singleauskopplung am 3. Dezember 2021 veröffentlicht. Sämtliche Erlöse hieraus sollen – wie bei Chiquitita – an UNICEF gespendet werden.

## Hologramm-Tour

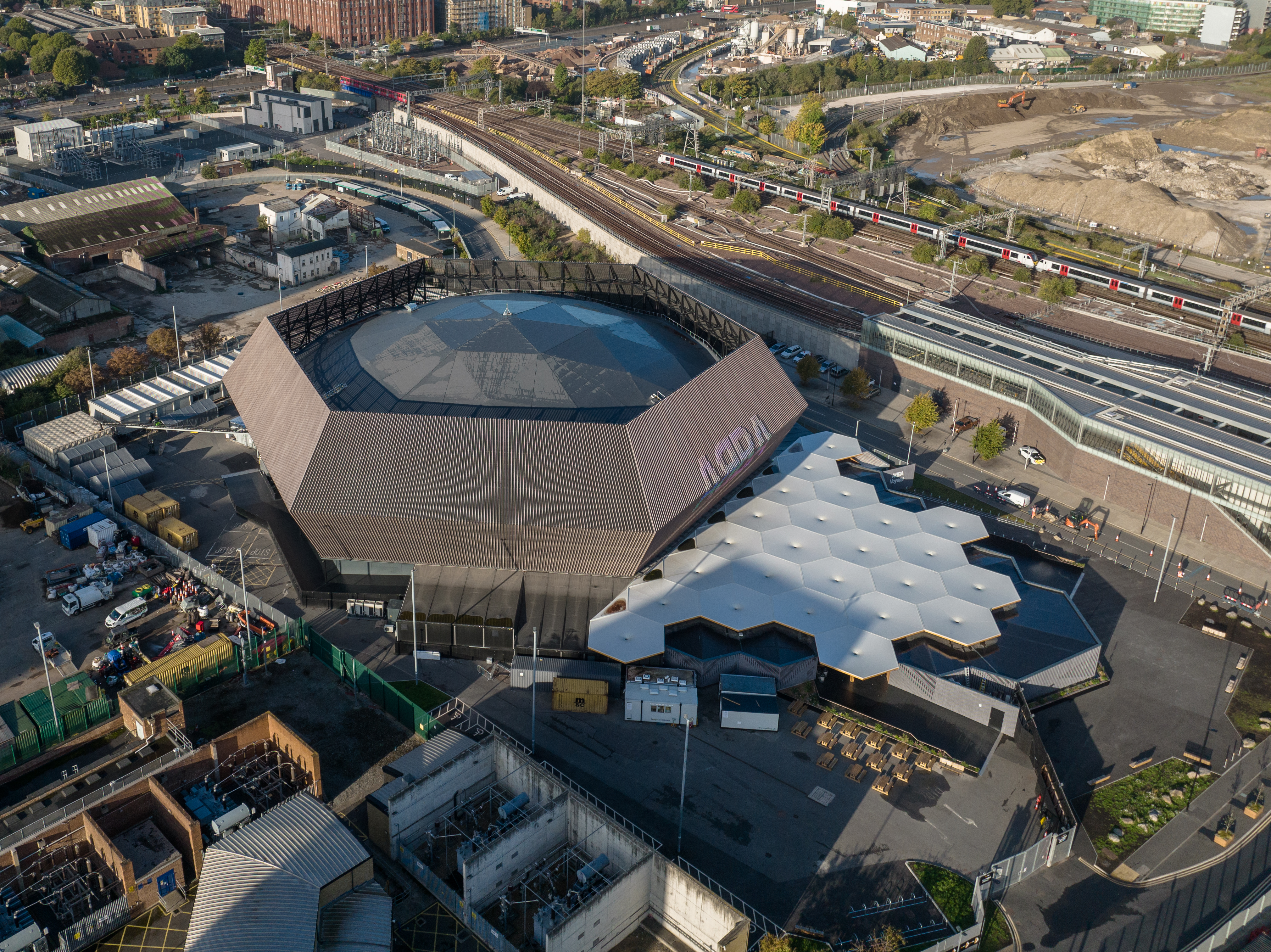
Die ABBA-Arena in London, Oktober 2022

Für die Hologramm-Tour ABBA Voyage wurden mittels Motion Capture digitale Avatare – von der Band „ABBAtare“ genannt – verfasst, die die Band in Physis des Jahres 1979 darstellen sollen. Im Olympiapark London wurde für die Tour eigens eine Arena gebaut. Die Konzerte begannen am 27. Mai 2022 und sind bis November 2024 geplant, mit der Option, die Shows bis April 2026 zu verlängern, wenn die Genehmigung für die ABBA-Arena ausläuft, um Platz für Wohnbebauung auf dem Gelände zu schaffen.

## Titelliste
| Nr.          | Titel                     | Länge |
| ------------ | ------------------------- | ----- |
| 1.           | I Still Have Faith in You | 5:09  |
| 2.           | When You Danced with Me   | 2:50  |
| 3.           | Little Things             | 3:08  |
| 4.           | Don’t Shut Me Down        | 3:56  |
| 5.           | Just a Notion             | 3:31  |
| 6.           | I Can Be That Woman       | 4:01  |
| 7.           | Keep an Eye on Dan        | 4:05  |
| 8.           | Bumblebee                 | 3:57  |
| 9.           | No Doubt About It         | 2:56  |
| 10.          | Ode to Freedom            | 3:32  |
| Gesamtlänge: | Gesamtlänge:              | 37:09 |

## Singles
| Jahr | Titel                     | Höchstplatzierung, Gesamtwochen, AuszeichnungChartplatzierungen (Jahr, Titel, , Platzierungen, Wochen, Auszeichnungen, Anmerkungen) | Höchstplatzierung, Gesamtwochen, AuszeichnungChartplatzierungen (Jahr, Titel, , Platzierungen, Wochen, Auszeichnungen, Anmerkungen) | Höchstplatzierung, Gesamtwochen, AuszeichnungChartplatzierungen (Jahr, Titel, , Platzierungen, Wochen, Auszeichnungen, Anmerkungen) | Höchstplatzierung, Gesamtwochen, AuszeichnungChartplatzierungen (Jahr, Titel, , Platzierungen, Wochen, Auszeichnungen, Anmerkungen) | Höchstplatzierung, Gesamtwochen, AuszeichnungChartplatzierungen (Jahr, Titel, , Platzierungen, Wochen, Auszeichnungen, Anmerkungen) | Höchstplatzierung, Gesamtwochen, AuszeichnungChartplatzierungen (Jahr, Titel, , Platzierungen, Wochen, Auszeichnungen, Anmerkungen) | Anmerkungen                                                |
| Jahr | Titel                     | DE | AT | CH | UK | SE | NO | Anmerkungen                                                |
| --- | ------------------------- | --- | --- | --- | --- | --- | --- | ---------------------------------------------------------- |
| 2021 | I Still Have Faith in You | DE3 (4 Wo.)DE | AT19 (1 Wo.)AT | CH6 (4 Wo.)CH | UK14 (3 Wo.)UK | SE2 Platin · (7 Wo.)SE | NO13 (1 Wo.)NO | Erstveröffentlichung: 2. September 2021 Verkäufe: + 80.000 |
| 2021 | Don’t Shut Me Down        | DE5 (6 Wo.)DE | AT14 (3 Wo.)AT | CH1 (7 Wo.)CH | UK9 (8 Wo.)UK | SE1 Platin · (12 Wo.)SE | NO7 (2 Wo.)NO | Erstveröffentlichung: 2. September 2021 Verkäufe: + 80.000 |
| 2021 | Just a Notion             | DE36 (2 Wo.)DE | — | CH60 (1 Wo.)CH | UK59 (1 Wo.)UK | SE22 (2 Wo.)SE | — | Erstveröffentlichung: 22. Oktober 2021                     |
| 2021 | Little Things             | DE42 (1 Wo.)DE | — | — | UK61 (3 Wo.)UK | SE20 (5 Wo.)SE | — | Erstveröffentlichung: 3. Dezember 2021                     |
| Folgende Lieder erschienen nicht als Single, wurden aber durch das Album zum Download und Streaming bereitgestellt und konnten somit eine Platzierung erlangen: |                           | | | | | | |                                                            |
| |                           | | | | | | |                                                            |
| 2021 | When You Danced with Me   | — | — | CH34 (1 Wo.)CH | UK67 (1 Wo.)UK | SE8 (2 Wo.)SE | — | Charteinstieg: 12. November 2021                           |
| 2021 | Keep an Eye on Dan        | — | — | — | — | SE19 (1 Wo.)SE | — | Charteinstieg: 12. November 2021                           |
| 2021 | I Can Be That Woman       | — | — | — | — | SE23 (1 Wo.)SE | — | Charteinstieg: 12. November 2021                           |
| 2021 | Bumblebee                 | — | — | — | — | SE25 (1 Wo.)SE | — | Charteinstieg: 12. November 2021                           |
| 2021 | No Doubt About It         | — | — | — | — | SE29 (1 Wo.)SE | — | Charteinstieg: 12. November 2021                           |
| 2021 | Ode to Freedom            | — | — | — | — | SE30 (1 Wo.)SE | — | Charteinstieg: 12. November 2021                           |

## Preise
Im November 2022 wurde das Album Voyage durch die amerikanische Recording Academy in der Kategorie Album of the Year sowie für das Best Pop Vocal Album für die Grammy Awards 2023 nominiert.

## Kommerzieller Erfolg

### Chartplatzierungen
Mit Voyage erreichte ABBA seine achte Nummer-eins-Platzierung in den deutschen Albumcharts. Mit über 200.000 verkauften Einheiten in der ersten Woche legte das Album zudem den erfolgreichsten Album-Start seit Anfang 2019 sowie den erfolgreichsten Start eines internationalen Acts seit 2015 hin. Darüber hinaus verkaufte sich Voyage in der Debütwoche besser als der Rest der Top 100 zusammen. Auch im Vereinigten Königreich belegte das Album Rang eins der Hitparade, ebenfalls wurden in der ersten Verkaufswoche über 200.000 Exemplare verkauft. Platz zwei in den Billboard 200 bedeutet die beste Albumplatzierung der Band in den USA. Darüber hinaus errang Voyage die Chartspitze in Australien, Belgien, Dänemark, Finnland, Frankreich, Griechenland, Irland, Neuseeland, den Niederlanden, Norwegen, Portugal, Schweden und Tschechien. Das Album wurde in der Debütwoche über eine Million Mal verkauft und in den ersten zwei Wochen über 190 Millionen Mal gestreamt.
2021 belegte Voyage Rang eins der deutschen Album-Jahrescharts, dies gelang der Band zuletzt 1977 mit Arrival, sowie mit 33.000 verkauften Schallplatten Rang eins der deutschen Vinyl-Jahrescharts.
| ChartsChartplatzierungen       | Höchstplatzierung | Wochen |
| ------------------------------ | ----------------- | ------ |
| Deutschland (GfK)              | 1 (37 Wo.)        | 37     |
| Norwegen (IFPI)                | 1 (7 Wo.)         | 7      |
| Österreich (Ö3)                | 1 (33 Wo.)        | 33     |
| Schweden (GLF)                 | 1 (24 Wo.)        | 24     |
| Schweiz (IFPI)                 | 1 (36 Wo.)        | 36     |
| Vereinigte Staaten (Billboard) | 2 (7 Wo.)         | 7      |
| Vereinigtes Königreich (OCC)   | 1 (19 Wo.)        | 19     |

| ChartsJahrescharts (2021)    | Platzierung |
| ---------------------------- | ----------- |
| Deutschland (GfK)            | 1           |
| Österreich (Ö3)              | 1           |
| Schweden (GLF)               | 1           |
| Schweiz (IFPI)               | 1           |
| Vereinigtes Königreich (OCC) | 3           |

| ChartsJahrescharts (2022) | Platzierung |
| ------------------------- | ----------- |
| Deutschland (GfK)         | 3           |
| Österreich (Ö3)           | 61          |
| Schweden (GLF)            | 57          |
| Schweiz (IFPI)            | 13          |

### Auszeichnungen für Musikverkäufe
Die weltweiten Verkäufe des Albums beliefen sich bis Ende 2021 auf rund 2.050.000 Einheiten.
| Land/Region                  | Auszeichnungen für Musikverkäufe (Land/Region, Auszeichnung, Verkäufe) | Verkäufe  |
| ---------------------------- | ---------------------------------------------------------------------- | --------- |
| Australien (ARIA)            | Gold                                                                   | 35.000    |
| Belgien (BRMA)               | Platin                                                                 | 20.000    |
| Dänemark (IFPI)              | Platin                                                                 | 20.000    |
| Deutschland (BVMI)           | 2× Platin                                                              | 400.000   |
| Frankreich (SNEP)            | Platin                                                                 | 100.000   |
| Niederlande (NVPI)           | Platin                                                                 | 40.000    |
| Österreich (IFPI)            | 2× Platin                                                              | 30.000    |
| Polen (ZPAV)                 | Gold                                                                   | 10.000    |
| Schweden (IFPI)              | 2× Platin                                                              | 60.000    |
| Vereinigte Staaten (RIAA)    | —                                                                      | 82.000    |
| Vereinigtes Königreich (BPI) | Platin                                                                 | 400.000   |
| Insgesamt                    | 2× Gold · 11× Platin ·                                                 | 1.197.000 |

Hauptartikel: ABBA/Auszeichnungen für Musikverkäufe